# خطاف الذباب الفردوسي الهندي
خطاف الذباب الفردوسي الهندي (الاسم العلمي: Terpsiphone paradisi)، هو نوع من الجواثم متوسط الحجم يعيش في قارة آسيا وهو مدرج كنوع غير مهدد منذ عام 2004. موطنه الأصلي شبه القارة الهندية، آسيا الوسطى وميانمار.